# Списак српских и југословенских серија
Први телевизијски програм на тлу Србије емитован је са Београдског Сајмишта 1938. године. Експериментални програм емитован је и 1956. у част стогодишњице Николе Тесле. Фебруара 1958. године, Радио Београд прераста у Телевизију Београд. У августу исте године почело је пробно емитовање телевизијског програма са новог сајмишта (садашњи Студио 4), а у новембру континуирано почиње са радом Телевизија Београд, данас Радио Телевизија Србије (РТС). 
Већ наредне године режисер Радивоје Лола Ђукић и сценариста Новак Новак стварају прву епизоду прве домаће игране серије „Сервисне станице“. Поред Ђукића и Новака, у историји домаће игране серије значајна места заузимају режисери и сценаристи: Александар Ђорђевић, Љубиша Козомара, Гордан Михић, Синиша Павић, Михаило Вукобратовић, Милош Радовић, Сава Мрмак, Здравко Шотра, Драгослав Лазић, Слободан Шуљагић и др. 
Овде се налази списак свих телевизијских серија емитованих у Србији и на територији Социјалистичке Федеративне Републике Југославије.
|  |  |  |  |  |  |  |  |  |  |  |  |  |  |  |  |  |  |  |  |  |  |  |  |  |  |  |  |  |  |

|  | Серије снимљене од 1992. године. |

## А
| Серија            | Редитељ                                          | Сценариста                     | Емитер     | Година     | Епизоде |
| ----------------- | ------------------------------------------------ | ------------------------------ | ---------- | ---------- | ------- |
| Агенција за СИС   | Слободан Шуљагић                                 | Зоран Давинић                  | РТВ Пинк   | 2006-2007. | 62      |
| Агенција Киком    | Андрија Ђукић                                    | Југослав Ћосић                 | ТВ Београд | 1990.      | 5       |
| Азбука занимања   | Мића Милошевић                                   | Недељко Јешић и Мића Милошевић | ТВ Београд |            | 52      |
| Алекса Шантић     | Александар Јевђевић                              | Ђорђе Лебовић и Јосип Лешић    | ТВ Београд | 1992.      | 8       |
| Андрија и Анђелка | Марко Манојловић, Данило Бећковић, Влада Алексић | Гај О Лепаж                    | Прва ТВ    | 2015-2016. | 164     |

## Б
| Серија                 | Редитељ                                            | Сценариста                   | Емитер      | Година     | Епизоде |
| ---------------------- | -------------------------------------------------- | ---------------------------- | ----------- | ---------- | ------- |
| Бабино унуче           | Тимоти Џон Бајфорд                                 | Љубиша Козомора              | ТВ Београд  | 1977.      | 13      |
| База на Дунаву         | Властимир Радовановић, Марио Фанели                | по роману Јована Веселинова  | ТВ Нови Сад | 1981.      | 6       |
| Баксуз                 | Славољуб Стефановић Раваси                         | Миодраг Ђурђевић             | ТВ Београд  | 1968.      | 6       |
| Балкан експрес         | Бранко Балетић                                     | Гордан Михић                 | ТВ Нови Сад | 1984.      | 3       |
| Балкан експрес 2       | Аца Ђорђевић и Предраг Антонијевић                 | Гордан Михић                 | ТВ Београд  | 1989.      | 10      |
| Бањица                 | Сава Мрмак                                         | Синиша Павић                 | ТВ Београд  | 1984.      | 4       |
| Безбедност у акцији    | Србољуб Божиновић, Миљенко Дерета                  |                              | ТВ Београд  | 1978.      |         |
| Било, па прошло        | Јован Ристић                                       |                              | ТВ Београд  | 1980.      | 7       |
| Бела лађа              | Михаило Вукобратовић                               | Синиша Павић                 | РТС         | 2006-2012. | 90      |
| Белото циганче         | Ацо Алексов                                        | Ацо Алексов, Видоје Подгорец | ТВ Скопље   | 1984.      | 7       |
| Бољи живот             | Аца Ђорђевић, Михаило Вукобратовић и Андрија Ђукић | Синиша Павић                 | ТВ Београд  | 1987-1991. | 82      |
| Бошко Буха             | Бранко Бауер                                       | Бошко Матић, Душан Перковић  | ТВ Београд  | 1978.      |         |
| Бранио сам Младу Босну | Срђан Кољевић                                      | Срђан Кољевић                | РТС         | 2015.      | 4       |
| Брисани простор        | Душан Анђић                                        | Иво Штивичић                 | ТВ Сарајево | 1985.      | 4       |
| Броз и ја              | Горан Марковић                                     | Горан Марковић               | РТС         | 1993.      | 3       |
| Буди фин               |                                                    |                              | РТС         | 2001.      |         |

## В
| Серија                         | Редитељ                                 | Сценариста                                                             | Емитер     | Година     | Епизоде |
| ------------------------------ | --------------------------------------- | ---------------------------------------------------------------------- | ---------- | ---------- | ------- |
| Вага за тачно мерење           | Славољуб Станковић                      | Љубиша Козомара                                                        | ТВ Београд | 1973.      | 4       |
| Варљиво лето ’68               | Горан Паскаљевић                        | Гордан Михић                                                           | ТВ Београд | 1984.      | 3       |
| Велики проналазач              | Вера Белогрлић                          | Александар Поповић                                                     | ТВ Београд | 1973.      | 41      |
| Вело мисто                     | Јоаким Марушић                          | Миљенко Смоје                                                          | ТВ Загреб  | 1980-1981. | 14      |
| Вере и завере                  | Иван Живковић, Жанко Томић              | Жанко Томић, Ђорђе Милосављевић, по истоименом роману Александра Тишме | РТВ        | 2016.      | 12      |
| Вечерња звона                  | Лордан Зафрановић                       | Мирко Ковач, Филип Давид, Лордан Зафрановић                            | ТВ Београд | 1988.      | 4       |
| Височка хроника                | Вера Белогрлић                          |                                                                        | ТВ Београд | 1967.      | 3       |
| Више од игре                   | Здравко Шотра                           | Слободан Стојановић                                                    | ТВ Београд | 1977.      | 9       |
| Војна академија                | Дејан Зечевић                           | Гордан Михић                                                           | РТС        | 2012-      | 62      |
| Војници                        | Стјепан Заниновић                       | Стјепан Заниновић                                                      | ТВ Београд | 1981.      | 5       |
| Волим и ја неранџе... но трпим | Здравко Шотра                           | Миодраг Караџић                                                        | РТС        | 1992-1993. | 6       |
| Волите се људи                 | Славољуб Стефановић Раваси              | Васа Поповић                                                           | ТВ Београд | 1967.      | 8       |
| Вратиће се роде                | Горан Гајић                             | Никола Пејаковић, Ранко Божић                                          | ТВ Б92     | 2007-2008. | 25      |
| Време чуда                     | Горан Паскаљевић                        | Горан Паскаљевић, Борислав Пекић                                       | ТВ Београд | 1989.      |         |
| Врућ ветар                     | Аца Ђорђевић                            | Синиша Павић                                                           | ТВ Београд | 1980.      | 10      |
| Вук Караџић                    | Ђорђе Кадијевић                         | Милован Витезовић                                                      | ТВ Београд | 1987-1988. | 16      |
| Вукадин                        | Јован Коњовић                           | Александар Обреновић, Стеван Сремац                                    | ТВ Београд | 1968.      | 3       |
| Вуков Видео Буквар             | Марко Караџић, Миливоје Мишко Милојевић | Ивана Димић, Ненад Илић                                                |            | 1992.      | 30      |
| Вуков ћошак                    | Милош Радовић                           | Биљана Максић                                                          | ТВ Београд | 1986.      |         |

## Г
| Серија               | Редитељ                         | Сценариста                    | Емитер     | Година     | Епизоде |
| -------------------- | ------------------------------- | ----------------------------- | ---------- | ---------- | ------- |
| Галски петао         | Александар Ђорђевић             |                               | ТВ Београд | 1966.      | 2       |
| Гледајући телевизију | Бранислав Кичић                 | Милан Живковић                | ТВ Београд |            |         |
| Глумац је, глумац    | Небојша Комадина, Здравко Шотра | Слободан Новаковић            | ТВ Београд | 1972.      | 21      |
| Глумци               | Горан Марковић                  | Горан Марковић                | ТВ Београд | 1973.      | 2       |
| Горе-Доле            | Милош Радивојевић               | Гордан Михић                  | РТС        | 1996-1997. | 32      |
| Горки плодови        | Синиша Ковачевић                | Синиша Ковачевић              | РТС        | 2008-2009. | 32      |
| Горски цар           | Здравко Шотра                   | по роману Светолика Ранковића | ТВ Београд | 1968.      | 3       |
| Градић весељак       | Вера Белогрлић                  |                               | ТВ Београд | 1962.      | 9       |
| Грађани села Луга    | Драгослав Лазић                 | Драгослав Лазић               | ТВ Београд | 1972.      | 9       |
| Грех њене мајке      | Здравко Шотра                   | по роману Мир-Јам             | РТС        | 2009.      | 18      |
| Грлом у јагоде       | Срђан Карановић                 | Срђан Карановић и Рајко Грлић | ТВ Београд | 1975.      | 10      |
| Грунтовчани          | Крешимир Голик                  | Младен Керстнер               | ТВ Загреб  | 1975.      | 10      |

## Д
| Серија                | Редитељ               | Сценариста                       | Емитер        | Година | Епизоде |
| --------------------- | --------------------- | -------------------------------- | ------------- | ------ | ------- |
| Дама без блама        | Владимир Мића Поповић |                                  | Прва ТВ       | 2013.  | 13      |
| Дангубе!              | Милорад Милинковић    | Милорад Милинковић               | РТС           | 2005.  | 10      |
| Два другара           | Андрија Ђукић         | Вук Љутица и Слободан Стојановић | ТВ Београд    | 1976.  | 8       |
| Дежурна улица         | Арса Милошевић        | Новак Новак                      | ТВ Београд    | 1967.  | 22      |
| Десет заповести       | Радивоје Лола Ђукић   | Радивоје Лола Ђукић              | ТВ Београд    | 1970.  | 10      |
| Димитрије Туцовић     | Едуард Галић          | Милован Витезовић                | ТВ Београд    | 1974.  | 7       |
| Дипломци              | Небојша Комадина      | Синиша Павић                     | ТВ Београд    | 1971.  | 10      |
| Докторка на селу      | Драгослав Лазић       | Драгослав Лазић                  | ТВ Београд    | 1982.  | 6       |
| Доме, слатки доме     | Ненад Опалић          | Милутин Петровић, Споменка Ковач | ТВ Београд    | 1989.  | 10      |
| Државни посао         | Стојче Столески       | Димитрије Бањац                  | РТВ           | 2012-. | 1025    |
| Другарица министарка  | Станко Црнобрња       | Милан Шећеровић                  | ТВ Београд    | 1989.  | 7       |
| Дружина Зоре Риђокосе | Стеван Петровић       | Курт Хелд                        |               | 1979.  | 13      |
| Друго стање           | Драган Елчић          | Вања Булић                       | БК телевизија | 2006.  | 6       |
| Друг Црни у НОБ-у     | Раде Марковић млађи   | Раде Марковић млађи              | Прва ТВ       | 2013.  | 15      |
| Дувански пут          | Боро Драшковић        | Мирко Ковач                      | ТВ Београд    | 1981.  | 3       |

## Ђ
| Серија                                  | Редитељ            | Сценариста                      | Емитер      | Година | Епизоде |
| --------------------------------------- | ------------------ | ------------------------------- | ----------- | ------ | ------- |
| Ђавоље мердевине                        | Владан Слијепчевић | Гордан Михић                    | ТВ Београд  | 1975.  | 13      |
| Ђекна још није умрла, а ка' ће не знамо | Живко Николић      | Живко Николић и Миодраг Караџић | ТВ Титоград | 1988.  | 12      |

## Ж
| Серија         | Редитељ         | Сценариста    | Емитер     | Година     | Епизоде |
| -------------- | --------------- | ------------- | ---------- | ---------- | ------- |
| Жене са Дедиња | Душан Лазаревић | Биљана Максић | Прва ТВ    | 2011-2015. | 26      |
| Живот је леп   | Дејан Ћорковић  | Живорад Лазић | ТВ Београд | 1975.      | 11      |

## З
| Серија               | Редитељ         | Сценариста      | Емитер     | Година     | Епизоде |
| -------------------- | --------------- | --------------- | ---------- | ---------- | ------- |
| Заборављени          | Дарко Бајић     | Гордан Михић    | ТВ Београд | 1991.      | 11      |
| Звездара             | Драгослав Лазић | Драгослав Лазић | РТВ Пинк   | 2013-2015. | 40      |
| Звезде које не тамне | Станко Црнобрња | Станко Црнобрња | ТВ Београд | 1980-1981. |         |

## И
| Серија             | Редитељ                              | Сценариста                           | Емитер     | Година | Епизоде |
| ------------------ | ------------------------------------ | ------------------------------------ | ---------- | ------ | ------- |
| И то се зове срећа | Дејан Ћорковић                       | Властимир Радовановић                | ТВ Београд | 1987.  | 4       |
| Идеалне везе       | Балша Ђого                           | Алберто Консарино                    | РТВ Пинк   | 2005.  | 29      |
| Име и презиме      | Мирјана Самарџић и Србољуб Станковић | Мирјана Самарџић и Србољуб Станковић | ТВ Београд | 1964.  |         |
| Илинден            | Димитре Османли                      | Александар Алексиев                  | ТВ Скопље  | 1983.  | 4       |

## Ј
| Серија                      | Редитељ                     | Сценариста                         | Емитер        | Година     | Епизоде |
| --------------------------- | --------------------------- | ---------------------------------- | ------------- | ---------- | ------- |
| Јагодићи                    | Мирослав Лекић              | Ђорђе Милосављевић                 | РТС           | 2012-2013. | 12      |
| Јагодићи: Опроштајни валцер | Мирослав Лекић              | Ђорђе Милосављевић                 | РТС           | 2014-2015. | 10      |
| Јастук гроба мог            | Сава Мрмак                  | Слободан Стојановић                | ТВ Београд    | 1990.      | 2       |
| Једне летње ноћи            | Иван Стефановић             | по роману Мир-Јам                  | Прва ТВ       | 2015.      | 13      |
| Једини дан                  | Ненад Момчиловић            | Ненад Момчиловић и Миленко Вучетић | ТВ Београд    | 1978.      |         |
| Јелена                      | Андреј Аћин и Дејан Зечевић | Joaquín Guerrero Casasola y Gómez  | БК телевизија | 2004-2005. | 110     |
| Јеленко                     | Обрад Глушчевић             | Маја Глушчевић, Обрад Глушчевић    | ТВ Загреб     | 1981.      |         |
| Јесен стиже, дуњо моја      | Љубиша Самарџић             | Ђорђе Милосављевић, Тони Матулић   | РТС           | 2009.      | 12      |

## К
| Серија                   | Редитељ                                | Сценариста                  | Емитер      | Година     | Епизоде |
| ------------------------ | -------------------------------------- | --------------------------- | ----------- | ---------- | ------- |
| Кад на врби роди грожђе  | Душан Поповић                          | Саша Пантић, Душан Премовић | РТВ Пинк    | 2009.      | 10      |
| Казнени простор          | Милорад Милинковић                     | Небојша Ромчевић            | РТС         | 2002-2003. | 26      |
| Камионџије               | Мило Ђукановић                         | Гордан Михић                | ТВ Београд  | 1973.      | 10      |
| Камионџије опет возе     | Мило Ђукановић                         | Гордан Михић                | ТВ Београд  | 1984.      | 8       |
| Канал мимо               | Светислав Прелић                       | Биљана Максић               | РТВ Пинк    | 1998.      | 14      |
| Капелски кресови         | Иван Хетрих                            | по роману Вељка Ковачевића  | ТВ Загреб   | 1974.      | 13      |
| Карађоз                  | Александар Јевђевић                    | Рејхан Демирџић             | ТВ Сарајево | 1970-1971. | 5       |
| Кафаница близу СИС-а     | Милан Кнежевић                         | Зоран Давинић               | РТВ Пинк    | 2007-2008. | 26      |
| Код луде птице           | Михаило Вукобратовић, Владимир Алексић | Стеван Копривица            | РТС         | 1998.      | 13      |
| Код судије за прекршаје  | Славољуб Стефановић Раваси             | Васа Поповић                | ТВ Београд  | 1964-1966. | 13      |
| Коже                     | Александар Јевђевић                    | по роману Хамза Хума        | ТВ Сарајево | 1982.      | 7       |
| Комшије                  | Милан Караџић                          | Мила Машовић                | РТС         | 2015-      | 125     |
| Кошаркаши                | Дејан Зечевић                          | Душан Булић и Вук Ршумовић  | РТС         | 2005.      | 10      |
| Крај династије Обреновић | Сава Мрмак                             | Радомир Путник              | РТС         | 1995.      | 11      |
| Круг двојком             | Соја Јовановић                         | Драгутин Добричанин         | ТВ Београд  | 1967.      | 6       |
| Куда иду дивље свиње     | Иван Хетрих                            | Иво Штивчић                 | ТВ Загреб   | 1971.      | 10      |
| Куку, Васа               | Слободан Шуљагић                       | Владимир Ђурђевић           | РТВ Пинк    | 2010.      | 22      |

## Л
| Серија               | Редитељ                               | Сценариста                        | Емитер      | Година     | Епизоде |
| -------------------- | ------------------------------------- | --------------------------------- | ----------- | ---------- | ------- |
| Лажеш, Мелита        | Миливој Пухловски                     |                                   | ТВ Загреб   | 1984.      | 5       |
| Лаку ноћ, децо       | Владимир Алексић                      | Владимир Андрић                   | ТВ Београд  | 1989-1993. |         |
| Леваци               | Аца Ђорђевић                          | Љубиша Козомора                   | ТВ Београд  | 1970-1971. | 10      |
| Лед                  | Јелена Јочић Бајић                    | Радош Бајић                       | РТС         | 2013.      | 3       |
| Летови који се памте | Никола Танхофер                       | више аутора                       | ТВ Београд  | 1967.      | 7       |
| Лисице               | Горчин Стојановић                     | Ана Родић                         | РТС         | 2002-2003. | 18      |
| Лифт                 | Иван Стефановић                       | Срђан Карановић                   | РТС         | 2004.      | 10      |
| Лицем у наличје      | Радивоје Лола Ђукић                   | Радивоје Лола Ђукић и Новак Новак | ТВ Београд  | 1965.      | 20      |
| Луткомендија         | Миливоје Радаковић, Србољуб Станковић | Моша Одаловић, Ђорђе Фишер        | ТВ Нови Сад | 1988.      | 10      |

## Љ
| Серија                | Редитељ                                              | Сценариста                                    | Емитер     | Година     | Епизоде |
| --------------------- | ---------------------------------------------------- | --------------------------------------------- | ---------- | ---------- | ------- |
| Љубав на сеоски начин | Драгослав Лазић                                      | Душан Савковић                                | ТВ Београд | 1970.      | 9       |
| Љубав, навика, паника | Слободан Шуљагић                                     | Небојша Ромчевић и Слободан Шуљагић           | РТВ Пинк   | 2005-2007. | 58      |
| Љубав и мржња         | Слободан Шуљагић, Југ Радивојевић и Владимир Алексић | Вида Басара, Петар Јаконић и Слободан Шуљагић | РТВ Пинк   | 2007-2008. | 100     |
| Људи и папагаји       | Радивоје Лола Ђукић                                  | Радивоје Лола Ђукић и Новак Новак             | ТВ Београд | 1966.      | 5       |

## М
| Серија                    | Редитељ               | Сценариста                                     | Емитер      | Година             | Епизоде |
| ------------------------- | --------------------- | ---------------------------------------------- | ----------- | ------------------ | ------- |
| Мајстори                  | Аца Ђорђевић          | Зоран Ђорђевић                                 | ТВ Београд  | 1972.              | 6       |
| Максим нашег доба         | Здравко Шотра         | Васа Поповић                                   | ТВ Београд  | 1968.              | 9       |
| Мала историја Србије      | Југ Радивојевић       | Ивана Митић, Мирослав Митић                    | Нова.рс     | 2014-.             |         |
| Мали кућни графити        | Светислав Бата Прелић | Момчило Ковачевић                              | РТВ Пинк    | 1996.              | 15      |
| Марија                    | Стипе Делић           | Александар Мародић, Милан Шећеровић            |             | 1977.              | 7       |
| Мачак под шљемом          | Берислав Макаровић    | по роману Јоже Хорвата                         | ТВ Загреб   | 1978.              | 6       |
| Мејаши                    | Иво Врбанић           | Младен Керстнер                                | ТВ Загреб   | 1970.              | 6       |
| Мемоари породице Милић    | Сулејман Купусовић    | Маја Ђурић                                     | ТВ Сарајево | 1990.              | 18      |
| Метла без дршке           | Владимир Алексић      | Мила Станојевић                                | ТВ Београд  | 1989-1994. и 2001. |         |
| Мио&Драг                  | Срђан Спасић          | Марија Шербан, Милан Пузић, Катарина Тодоровић | Прва ТВ     | 2014.              | 10      |
| Ми смо смешна породица    | Бранко Митић          | Раде Обреновић                                 | ТВ Нови Сад | 1981.              | 6       |
| Мисија мајора Атертона    | Сава Мрмак            |                                                | ТВ Сарајево | 1986.              | 3       |
| Миле против транзиције    | више редитеља         | више сценариста                                | ТВ Б92      | 2003-2007.         | 44      |
| Мирис кише на Балкану     | Љубиша Самарџић       |                                                | РТС         | 2010-2011.         | 14      |
| М(ј)ешовити брак          | Милан Караџић         | Стеван Копривица                               | РТВ Пинк    | 2003-2007.         | 159     |
| Монтевидео, Бог те видео! | Драган Бјелогрлић     | Срђан Драгојевић, Ранко Божић                  | РТС         | 2012.              | 8       |
| Може и другачије          | Филип Чоловић         | Мирјана Филиповић                              | РТС         | 2016-2017.         | 22      |
| Мој рођак са села         | Марко Маринковић      | Ивана Димић, Радослав Павловић                 | РТС         | 2008-2009.         | 28      |
| Морава 76                 | Димитрије Османли     | Милисав Савић                                  | ТВ Београд  | 1977.              | 6       |
| Музеј воштаних фигура     | Радивоје Лола Ђукић   | Новак Новак                                    | ТВ Београд  | 1962-1963.         | 12      |
| Музиканти                 | Драгослав Лазић       | Живорад Лазић                                  | ТВ Београд  | 1969.              | 10      |

## Н
| Серија                      | Редитељ                                           | Сценариста                                      | Емитер     | Година     | Епизоде |
| --------------------------- | ------------------------------------------------- | ----------------------------------------------- | ---------- | ---------- | ------- |
| На путу за Монтевидео       | Драган Бјелогрлић                                 | Срђан Драгојевић, Ранко Божић, Димитрије Војнов | РТС        | 2012-2013. | 9       |
| На путу издаје              | Сава Мрмак                                        | Синиша Павић                                    | ТВ Београд | 1973.      | 2       |
| На слово, на слово          | Вера Белогрлић                                    | Душко Радовић                                   | ТВ Београд | 1971.      |         |
| На слово, на слово (2010)   | Даријан Михајловић                                | Душко Радовић                                   | РТС        | 2010-2011. | 20      |
| На терапији                 | Марко Ђилас                                       | Милена Марковић                                 | ТВ Фокс    | 2009.      | 45      |
| Надреална телевизија        | Неле Карајлић, Милорад Милинковић                 | Неле Карајлић                                   | Прва ТВ    |            |         |
| Најбоље године              |                                                   |                                                 |            |            |         |
| Наша мала клиника           | Бранко Ђурић Ђуро, Слободан Максимовић            | Марко Покорн, Бранко Ђурић Ђуро, Рок Вилцник    | ТВ Б92     | 2007-2011. | 75      |
| Наше мало мисто             | Данијел Марушић                                   | Миљенко Смоје                                   | РТВ Загреб | 1970-1971. | 13      |
| Не дај се, Флоки            | Зоран Тадић                                       |                                                 | ТВ Загреб  | 1985.      | 5       |
| Невен                       | Тимоти Џон Бајфорд                                |                                                 | ТВ Београд | 1973.      | 26      |
| Неки нови клинци            | Младен Матичевић                                  | Споменка Ковач                                  | РТС        | 2003.      | 14      |
| Неки чудни људи             | Чедомир Петровић                                  | Чедомир Петровић                                | РТС        | 2009.      | 4       |
| Немањићи — рађање краљевине | Марко Маринковић                                  | Гордан Михић                                    | РТС        | 2017-2018. | 13      |
| Немој да звоцаш             | Марко Манојловић, Игор Стоименов, Јелена Тврдишић |                                                 | Прва ТВ    |            |         |
| Непобедиво срце             | Здравко Шотра                                     | Здравко Шотра                                   | РТС        | 2011-2012. | 15      |
| Непокорени град             | Едуард Галић                                      |                                                 | ТВ Загреб  | 1982.      | 14      |
| Никола Тесла                | Едуард Галић                                      | Ивица Иванац                                    | ТВ Загреб  | 1977.      | 10      |

## О
| Серија                            | Редитељ             | Сценариста                 | Емитер                           | Година             | Епизоде |
| --------------------------------- | ------------------- | -------------------------- | -------------------------------- | ------------------ | ------- |
| Одлазак ратника, повратак маршала | Сава Мрмак          | Синиша Павић               | ТВ Београд                       | 1986.              | 4       |
| Одумирање                         | Милош Пушић         | Душан Спасојевић           | РТС                              | 2014.              | 4       |
| Огледало грађанина Покорног       | Радивоје Лола Ђукић | Радивоје Лола Ђукић        | РТС                              | 1964               | 10      |
| Оно наше што некад бејаше         | Иван Стефановић     | Синиша Павић               | РТС                              | 2007.              | 4       |
| Оно као љубав                     | Горчин Стојановић   | Татјана Илић               | РТС                              | 2009-2010.         | 20      |
| Операција 30 слова                | Александар Антић    | Брана Црнчевић             | ТВ Београд                       | 1971.              |         |
| Осма офанзива                     | Соја Јовановић      | Бранко Ћопић, Арсен Диклић | ТВ Сарајево, ТВ Београд          | 1979.              | 8       |
| Отворена врата                    | више редитеља       | више сценариста            | РТС - 1994. и Прва ТВ 2013-2014. | 1994. и 2013-2014. | 60      |
| Откос                             |                     |                            |                                  |                    |         |
| Отписани                          | Аца Ђорђевић        | Драган Марковић            | ТВ Београд                       | 1974.              | 13      |

## П
| Серија                          | Редитељ                                    | Сценариста                                                           | Емитер                  | Година      | Епизоде |
| ------------------------------- | ------------------------------------------ | -------------------------------------------------------------------- | ----------------------- | ----------- | ------- |
| Паре или живот                  | Милан Караџић                              | Даница Пајовић                                                       | Пинк                    | 2008.-2010. | 34      |
| Парничари                       | Драгослав Лазић                            | Душан Савковић                                                       | ТВ Београд              | 1967-1968.  | 8       |
| Певај, брате!                   | Андрија Милошевић, Огњен Јанковић          | Стеван Копривица, Станислава Копривица                               | Прва ТВ                 | 2011-2013.  | 24      |
| Плашко Храбровић узвраћа ударац | Милутин Петровић                           | Валентина Делић                                                      | Пинк                    | 2016-.      | 34      |
| Повратак отписаних              | Александар Ђорђевић                        | Драган Марковић                                                      | ТВ Београд              | 1978.       | 13      |
| Позориште у кући                | Дејан Ћорковић                             | Новак Новак                                                          | ТВ Београд              | 1972-84.    | 84      |
| Позориште у кући (2007)         | Мирослав Лекић                             |                                                                      | РТС                     | 2007.       | 26      |
| Полетарац                       | Тимоти Џон Бајфорд                         | Тимоти Џон Бајфорд                                                   | ТВ Београд              | 1980.       | 7       |
| Полицајац са Петловог брда      | Михаило Вукобратовић                       | Предраг Перишић                                                      | РТС                     | 1993-1994.  | 12      |
| Поп Ћира и поп Спира            | Соја Јовановић                             | Соја Јовановић, по мотивима истоименог романа Стевана Сремца         | ТВ Београд, ТВ Нови Сад | 1982.       | 3       |
| Поробџије                       | Александар Јевђевић                        | Урош Ковачевић, Александар Јевђевић, према делима Светозара Ћоровића | ТВ Сарајево             | 1976.       | 7       |
| Породично благо                 | Александар Ђорђевић и Михаило Вукобратовић | Синиша Павић                                                         | РТС                     | 1998-2002.  | 62      |
| Портрет Илије Певца             | Славољуб Стефановић Раваси                 | Синиша Ковачевић                                                     | ТВ Београд              | 1988.       | 3       |
| Последња аудијенција            | Ђорђе Кадијевић                            | Ђорђе Кадијевић, Живорад Лазић                                       | РТС                     | 2008.       | 4       |
| Последњи чин                    | Сава Мрмак                                 | Синиша Павић                                                         | ТВ Београд              | 1981.       | 4       |
| Потписани                       | Марко Ковач                                | Марко Ковач                                                          | ТВ Арт, ТВ Метрополис   | 2009-2014.  | 10      |
| Прваци света                    | Дарко Бајић                                | Небојша Ромчевић, Горан Свилачић, Гордан Михић, Бранка Грбић         | РТС                     | 2016.       | 12      |
| Премијер                        | Милан Караџић                              | Стеван Копривица, Станислава Копривица                               | РТВ Пинк                | 2007-2008.  | 40      |
| Приђи ближе                     | Петар Станојловић                          | Даница Пајовић                                                       | РТС                     | 2010.       | 16      |
| Приче из Непричаве              | Александар Антић                           | Александар Антић                                                     | ТВ Београд              | 1984.       | 18      |
| Приповедања Радоја Домановића   | Славољуб Стефановић Раваси                 | Милован Витезовић                                                    | ТВ Београд              | 1980.       | 8       |
| Приче из радионице              | Здравко Шотра                              | Драгиша Крунић и Здравко Шотра                                       | ТВ Београд              | 1982.       | 6       |
| Просјаци и синови               | Антун Врдољак                              | Иван Раос                                                            | ТВ Загреб               | 1984.       | 13      |
| Пуном паром                     | Марио Фанели                               |                                                                      | ТВ Загреб               | 1978-1980.  |         |
| Пустолов                        | Владимир Андрић                            | Владимир Андрић и Милан Гутовић                                      | РТС                     | 1996-2003.  | 400+    |
| 16 пута Бојан                   | Тимоти Џон Бајфорд                         |                                                                      | ТВ Београд              | 1986.       |         |
| Путовање у Вучјак               | Едуард Галић                               |                                                                      | ТВ Загреб               | 1986-1987.  | 15      |

## Р
| Серија          | Редитељ                 | Сценариста                                                | Емитер      | Година     | Епизоде |
| --------------- | ----------------------- | --------------------------------------------------------- | ----------- | ---------- | ------- |
| Равна Гора      | Радош Бајић             | Радош Бајић                                               | РТС         | 2013-2014. | 10      |
| Размена         | Миомир Мики Стаменковић | Петар Дуловић, Душан Перковић                             | ТВ Београд  | 1978.      | 3       |
| Рањени орао     | Здравко Шотра           | Здравко Шотра                                             | РТС         | 2008-2009. | 17      |
| Рањеник         | Сава Мрмак              | Синиша Павић                                              | ТВ Сарајево | 1988.      | 3       |
| Рођаци          | Здравко Шотра           |                                                           | ТВ Београд  | 1969.      | 6       |
| Роман о Лондону | Мира Траиловић          | Јован Ћирилов, Мира Траиловић, по роману Милоша Црњанског | ТВ Београд  | 1988.      | 2       |

## С
| Серија                     | Редитељ                                | Сценариста                                | Емитер      | Година     | Епизоде |
| -------------------------- | -------------------------------------- | ----------------------------------------- | ----------- | ---------- | ------- |
| Сазвежђе белог дуда        |                                        |                                           |             |            |         |
| Салаш у Малом риту         | Бранко Бауер                           | Арсен Диклић                              | ТВ Београд  | 1975.      | 13      |
| Сакупљач                   | Марко Каменица                         |                                           | Студио Б    | 2005.      | 12      |
| Самац у браку              | Иван Стефановић                        | Милена Депола                             | Прва ТВ     | 2014.      | 9       |
| Самци                      |                                        |                                           |             |            |         |
| Сарајевске приче           | Фарук Соколовић                        | Душан Анђић, Мајо Диздар, Фарук Соколовић | ТВ Сарајево | 1991.      | 4       |
| Сва та равница             | Мирослав Лекић                         | Ђорђе Милосављевић                        | РТВ Пинк    | 2010.      | 12      |
| Светозар Марковић          |                                        | Момчило Милаковић                         | ТВ Београд  | 1981.      | 7       |
| Седам секретара СКОЈ-а     | Драгослав Лазић                        | Радивој Цветићанин                        | ТВ Београд  | 1981.      | 6       |
| Село гори, а баба се чешља | Радош Бајић                            | Радош Бајић                               | РТС         | 2007-2017. | 101     |
| Сељаци                     | Драгослав Лазић                        | Драгослав Лазић                           | РТВ Пинк    | 2006-2009. | 131     |
| Серафимов клуб             | Мирјана Самарџић                       | Жика Живуловић                            | ТВ Београд  | 1961       | 5       |
| Сервисна станица           | Радивоје Лола Ђукић                    | Новак Новак                               | ТВ Београд  | 1959-1960. | 16      |
| Сеобе                      |                                        |                                           |             |            |         |
| Сиви дом                   | Дарко Бајић                            | Гордан Михић                              | ТВ Београд  | 1986.      | 12      |
| Сијамци                    | Дејан Ћорковић                         | Љубиша Козомара                           | ТВ Београд  | 1982.      | 5       |
| Синђелићи                  | Дејан Зечевић                          | Биљана Максић и Срђан Драгојевић          | Прва ТВ     | 2013-      | 229     |
| Сложна браћа               | Олег Новковић и Никола Пејаковић       | Неле Карајлић                             | РТС         | 1996.      | 7       |
| Слом                       | Сава Мрмак                             | Света Лукић                               | ТВ Београд  | 1979.      | 3       |
| Смоговци                   | Миливој Пухловски                      | Хрвоје Хитрец                             | ТВ Загреб   | 1982-1997. | 38      |
| Смоки                      |                                        |                                           |             |            |         |
| Снежна краљица             | Стеван Ђорђевић                        | Небојша Радосављевић                      | РТС         | 1993.      |         |
| Соба 405                   | Мирослав Алексић                       | Мирослав Алексић, Тимоти Џон Бајфорд      | РТС         | 1987.      |         |
| Спавајте мирно             |                                        |                                           |             |            |         |
| Специјална редакција       |                                        |                                           |             |            |         |
| Срећни људи                | Александар Ђорђевић и Слободан Шуљагић | Синиша Павић                              | РТС         | 1993-1996. | 70      |
| Стижу долари               | Михаило Вукобратовић                   | Синиша Павић                              | РТС         | 2004-2006. | 50      |
| Сумњива лица               | више редитеља                          | по делима Бранислава Нушића               | РТС         | 2016.      | 44      |

## Т
| Серија                  | Редитељ          | Сценариста       | Емитер          | Година     | Епизоде |
| ----------------------- | ---------------- | ---------------- | --------------- | ---------- | ------- |
| Тале                    |                  |                  |                 |            |         |
| ТВ Буквар               |                  |                  |                 |            |         |
| То се само свици играју | Чедомир Петровић | Чедомир Петровић | РТС             | 1996.      | 10      |
| То топло љето           | Милан Караџић    | Стеван Копривица | РТВ Пинк и РТРС | 2008.      | 10      |
| Топ листа надреалиста   |                  |                  | ТВ Сарајево     | 1984-1991. | 25      |
| Тотално нови талас      | Милош Петричић   | Милош Петричић   | Хепи ТВ         | 2010.      |         |
| Тројка                  | Леа Јевтић       | Марко Лончар     | РТВ Среће       | 2013.      | 10      |
| Трст виа Скопје         |                  |                  |                 |            |         |

## У
| Серија          | Редитељ             | Сценариста                                           | Емитер     | Година     | Епизоде |
| --------------- | ------------------- | ---------------------------------------------------- | ---------- | ---------- | ------- |
| У име закона    | Александар Ђорђевић | Милан Делчић                                         | ТВ Београд | 1991.      | 10      |
| У регистратури  | Јоаким Марушић      |                                                      | ТВ Загреб  | 1974.      | 9       |
| Уби или пољуби  |                     |                                                      |            |            |         |
| Убице мог оца   | Предраг Антонијевић | Наташа Дракулић; Предраг Антонијевић                 | РТС        | 2016-      | 43      |
| Увек са вама    | Станко Црнобрња     | Станко Црнобрња                                      | ТВ Београд | 1984-1986. |         |
| Улица липа      | Мирослав Лекић      | Мирјана Лазић                                        | РТС        | 2007-2015. | 29      |
| Ургентни Центар | Стеван Филиповић    |                                                      | Прва ТВ    | 2014-      | 146     |
| Усијане главе   | Вера Белогрлић      | Владимир Манојловић, Мира Оташевић, Зоран Станојевић | ТВ Београд | 1977.      | 12      |

## Ф
| Серија        | Редитељ            | Сценариста   | Емитер     | Година     | Епизоде |
| ------------- | ------------------ | ------------ | ---------- | ---------- | ------- |
| Филип на коњу | Слободан Новаковић | Васа Поповић | ТВ Београд | 1973.      | 5       |
| Фолк          |                    | Душан Милић  | Прва ТВ    | 2012-2014. | 21      |

## Х
| Серија                    | Редитељ                    | Сценариста                        | Емитер     | Година      | Епизоде |
| ------------------------- | -------------------------- | --------------------------------- | ---------- | ----------- | ------- |
| Хотел са 7 звездица       | Данило Вукотић             | Вук Павловић и Жељко Мијановић    | РТВ Пинк   | 2002.-2003. | 30      |
| Хроника паланачког гробља | Славољуб Стефановић Раваси | Исидора Секулић, Радомир Смиљанић | ТВ Београд | 1971.       | 4       |

## Ц
| Серија                   | Редитељ                            | Сценариста          | Емитер        | Година     | Епизоде |
| ------------------------ | ---------------------------------- | ------------------- | ------------- | ---------- | ------- |
| Цват липе на Балкану     | Иван Стефановић                    | Ђорђе Милосављевић  | РТС           | 2011-2012. | 13      |
| Цео живот за годину дана | Владан Слијепчевић, Мило Ђукановић | Александар Поповић  | ТВ Београд    | 1971.      | 52      |
| Црни Груја               | Игор Стоименов                     | Александар Лазић    | БК телевизија | 2003.      | 11      |
| Црни Груја 2             | Милорад Милинковић                 | Александар Лазић    | БК телевизија | 2004-2005. | 15      |
| Црни дани                | Сава Мрмак                         | Миленко Вучетић     |               | 1977.      |         |
| Црни снег                | Радивоје Лола Ђукић                | Радивоје Лола Ђукић | ТВ Београд    | 1966.      | 10      |

## Ч
| Серија                           | Редитељ         | Сценариста         | Емитер     | Година     | Епизоде |
| -------------------------------- | --------------- | ------------------ | ---------- | ---------- | ------- |
| Чардак ни на небу ни на земљи    | Дејан Ћорковић  | Душан Ковачевић    | ТВ Београд | 1978-1979. | 9       |
| Чедомир Илић                     |                 |                    | ТВ Београд |            | 5       |
| Четрдесет осма — Завера и издаја | Сава Мрмак      | Радивој Цветичанин | ТВ Београд | 1988.      | 2       |
| Чизмаши                          | Дејан Зечевић   | Ђорђе Милосављевић | РТС        | 2015-2016. | 12      |
| Човек у сребрној јакни           |                 |                    |            |            |         |
| Човик и по                       | Данијел Марушић | Мирко Божић        | ТВ Загреб  | 1974.      | 10      |

## Ш
| Серија                       | Редитељ                                              | Сценариста                       | Емитер     | Година | Епизоде |
| ---------------------------- | ---------------------------------------------------- | -------------------------------- | ---------- | ------ | ------- |
| Шесто чуло                   | Небојша Радосављевић, Боривоје Андрић, Дејан Зечевић | Бобан Јевтић, Милан Коњевић      | РТВ Пинк   | 2010.  | 10      |
| Шешир професора Косте Вујића | Здравко Шотра                                        | Здравко Шотра, Милован Витезовић | Прва ТВ    | 2013.  | 8       |
| Шпанац                       | Сава Мрмак                                           | Синиша Павић                     | ТВ Београд | 1982.  | 2       |